# Kampioenschap van Vlaanderen 1957
Il Kampioenschap van Vlaanderen 1957, quarantaduesima edizione della corsa, si svolse il 12 settembre 1957 su un percorso di 150 km, con partenza e arrivo a Koolskamp. Fu vinto dal belga Leon Van Daele della Faema-Guerra, che bissò il successo dell'anno precedente, davanti ai suoi connazionali Leon De Lathouwer e Firmin Bral.

## Ordine d'arrivo (Top 10)
| Pos. | Corridore           | Squadra               | Tempo    |
| ---- | ------------------- | --------------------- | -------- |
| 1    | Leon Van Daele      | Faema-Guerra          | 3h53'15" |
| 2    | Leon De Lathouwer   | Dossche Sport         | s.t.     |
| 3    | Firmin Bral         | Plume-Vainquer-Regina | s.t.     |
| 4    | Rik Van Looy        | Faema-Guerra          | s.t.     |
| 5    | Roger Devoldere     | Bertin-The Dura       | s.t.     |
| 6    | Karel De Baere      | Mercier-BP-Hutchinson | s.t.     |
| 7    | Willy Truye         | Mercier-BP-Hutchinson | s.t.     |
| 8    | Roger De Corte      | Groene Leeuw          | s.t.     |
| 9    | Norbert Van Tieghem | Groene Leeuw          | s.t.     |
| 10   | Rene Mertens        | Groene Leeuw          | s.t.     |